# Recep Tayyip Erdoğan
Recep Tayyip Erdoğan (tiếng Thổ Nhĩ Kỳ: [ɾeˈdʒep tajˈjip ˈæɾdo(ɰ)an] ⓘ; sinh ngày 26 tháng 2 năm 1954) là một chính khách Thổ Nhĩ Kỳ. Ông là chủ tịch Đảng Công lý và Phát triển, đương kim tổng thống Thổ Nhĩ Kỳ. Trong cuộc bầu cử Quốc hội Thổ Nhĩ Kỳ năm 2011, đảng của Recep Tayyip Erdoğan duy trì đa số ghế trong Quốc hội Thổ Nhĩ Kỳ. Ông đã từng là thị trưởng Istanbul.
Erdoğan tốt nghiệp vào năm 1981 từ các khoa Kinh tế và Khoa học Thương mại Đại học Marmara. Ông đã tham gia vào chính trị từ mười tám tuổi. Erdoğan cũng từng là một cầu thủ bóng đá bán chuyên nghiệp trong thời gian 1969-1982.
Erdoğan được bầu làm Thị trưởng Istanbul trong cuộc bầu cử địa phương ngày 27 tháng 3 năm 1994. Ông bị cấm từ văn phòng và bị kết án tù vì một bài thơ ông đọc trong bãi diễn văn trước công chúng ở Siirt ngày 12 tháng 12 năm 1997. Bài thơ này được trích dẫn từ một cuốn sách được xuất bản bởi một doanh nghiệp nhà nước và nó đã được đề nghị cho các giáo viên của Bộ Giáo dục. Sau bốn tháng tù giam, Erdogan thành lập Đảng Công lý và Phát triển (Đảng AK) vào ngày 14 tháng 8 năm 2001. Trong năm đầu tiên hoạt động, Đảng AK đã trở thành phong trào chính trị công chúng ủng hộ lớn nhất ở Thổ Nhĩ Kỳ. Năm 2002, cuộc tổng tuyển cử kết quả với Đảng AK thắng gần hai phần ba số ghế trong quốc hội, hình thành một chính phủ độc đảng sau 19 năm.
Ở cương vị thủ tướng, Erdoğan thực hiện nhiều cải cách. Sau 45 năm, các cuộc đàm phán cho việc gia nhập của Thổ Nhĩ Kỳ vào EU bắt đầu trong nhiệm kỳ của Erdoğan. Song song với điều này, lạm phát, điều ảnh hưởng đến nền kinh tế của đất nước trong nhiều thập kỷ, đã được đưa vào tầm kiểm soát và Lira Thổ Nhĩ Kỳ phục hồi uy tín cũ của mình thông qua việc loại bỏ sáu số không. Lãi suất cho vay công cộng đã được kéo xuống, thu nhập bình quân đầu người đã tăng đáng kể. Đảng AK đã giành được chiến thắng trong cuộc bầu cử năm 2007 làm cho lần đầu tiên trong 52 năm là một Đảng cầm quyền đã gia tăng phiếu bầu của mình cho một nhiệm kỳ thứ hai.
Trong cuộc tổng tuyển cử năm 2011, Thủ tướng Erdogan đã được bầu lại nhiệm kỳ thứ ba. Trong nhiệm kỳ này Erdogan thoát chết trong vụ đảo chính đêm 15/7/2016 tại Thổ Nhĩ Kỳ do phe đảo chính tìm cách bắt cóc và thủ tiêu ở khu nghỉ dưỡng Mrmaris, và suýt bị 2 chiến đấu cơ F-16 bắn hạ trên bầu trời khi đang bay về Istanbul. Sau thời khắc kinh hoàng,người dân Thổ Nhĩ Kỳ ủng hộ ông trở lại chính quyền một cách ngoạn mục.

## Cuộc đời và học vấn
Erdoğan sinh ra ở quận Kasımpaşa của Istanbul trong một gia đình di cư từ tỉnh Rize. Khi ông viếng thăm Gruzia ngày 11 tháng 8 năm 2004, ông đã nói 
| “ | Tôi cũng là một người Gruzia, gia đình tôi là gia đình Gruzia, di cư từ Batumi đến Rize. | ” |